# Menopon gallinae
Menopon gallinae är en insektsart som först beskrevs av Carl von Linné 1758.  Menopon gallinae ingår i släktet spollöss, och familjen spolätare. Arten är reproducerande i Sverige. Inga underarter finns listade i Catalogue of Life.